# Tofin-gbe
Pour les articles homonymes, voir Gbe.
Le tɔfin-gbe est une langue gbe parlée par les populations lacustre du lac Nokoué (nɔxwee) appelées tɔfin-nu, au Sud de la République du Bénin en Afrique de l’Ouest.
Selon les traditions bien établies, le groupe humain appelé plus tard tɔfin et qui serait originaire de la région du Mono dans le sud-ouest du Bénin (ancien Dahomey) aurait posé l’acte de cacher (tɔ) le trône (afin) de la tribu certainement au moment d’une querelle de succession. Ainsi, le nom tɔfin-nu signifie « personne appartenant à la lignée du groupe qui a caché le trône ». Le tɔfingbe, langue des tɔfin-nu appartient au continuum dialectal Gbe identifié et analysé par le professeur Hounkpati B. C. Capo  et qui auparavant était connus comme les langues des peuples habitant le Golfe de Guinée en Afrique de l’Ouest et désignés sous le concept aja-eve.
De nos jours, les populations tofin habitent la commune de Sô-Ava, dans le centre-sud de la république du Bénin, juste sur le lac Nokoué situé au nord et contigu à la ville de Cotonou (kutɔnu). Les localités de la commune où la langue est parlée sont les suivantes :
- Dans la Commune de Sô-Ava :  Ganvié, Sô-Ava proprement dit, Sô-Tchanhoué, So-Zounko, Ahome-Gblon, Ahomey-Lokpo.
- Dans la Commune de Cotonou : Ahouansoli-Agué, Ahounasoli-Toweta, Jesuko.

## Galerie d'images

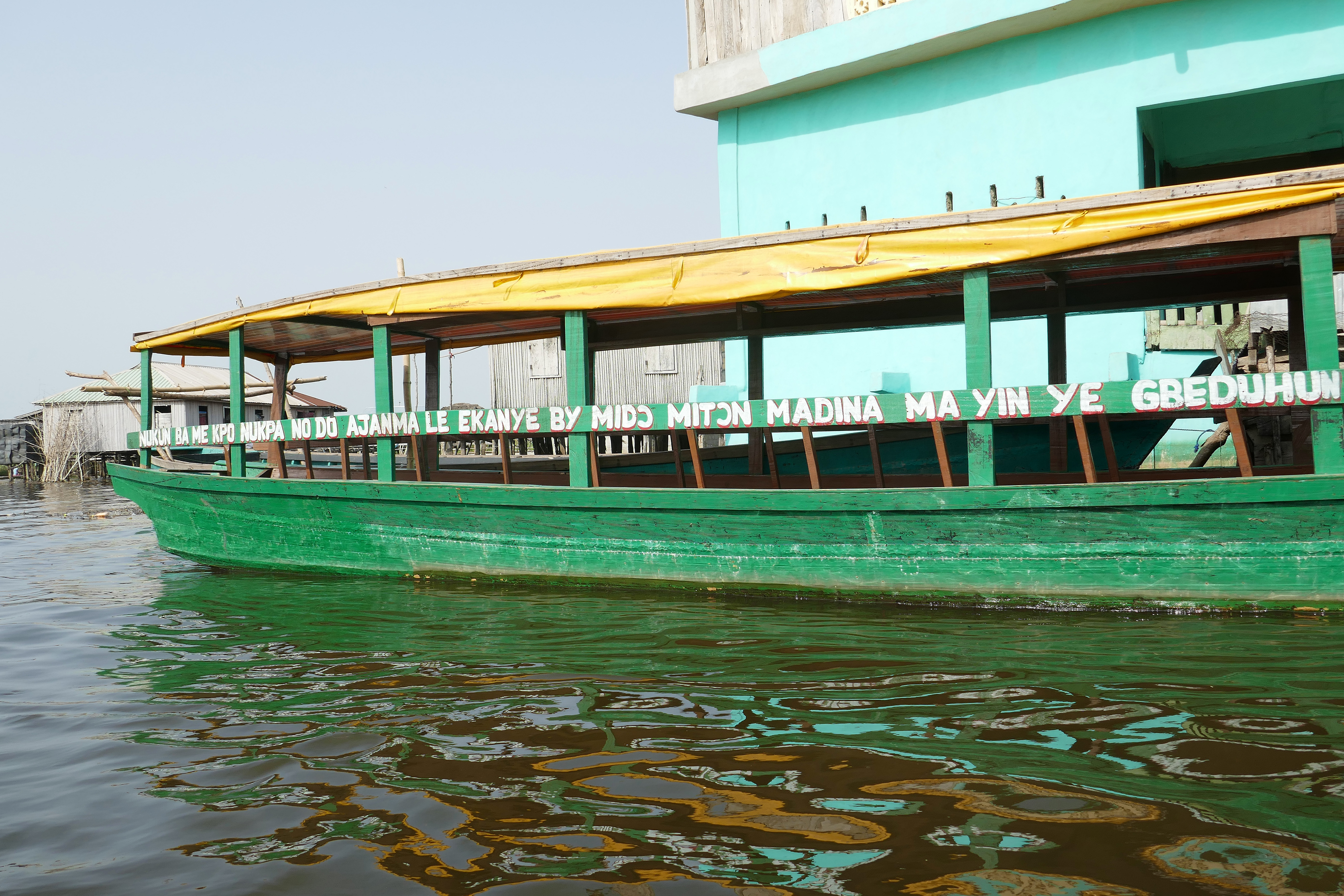
Inscription en tɔfin-gbe sur un bateau à Ganvié.
- Échanges en tofin-gbe sur les pirogues de Ganvié.